# Центр (Житомир)
Центр — місцевість Житомира.  
Центр Житомира географічно зосереджений в центрально-південній частині міста. Із заходу обмежений річкою Кам'янка, з півдня - річкою Тетерів. Включає у себе як стародавню частину Житомира, яка сформувалася до кінця XVIII століття та розкинулася на Замковій горі, Охрімовій горі, Подолі та Юридиці, так і значну частину Старого міста — чимало міських кварталів, що виникли та забудовані з середини XVIII ст. — до кінця ХІХ ст. вздовж старих шляхів і нових вулиць, що виникли внаслідок втілення в життя Генеральних планів 1827 —1852 рр. 
Центр оточений колишніми передмістями, слобідками й хуторами. На північному заході до центру прилучається Рудня. На північ від центру — район Сінного ринку, що відомий за історичною назвою Нова Забудова («Новое Строение») з Сінним ринком, що виник на колишньому периферійному Сінному майдані. На північний схід від центру — Гончарна Слобода та Гейнчівка (Перша Хінчанка). На південному заході центр межує з Путятинкою, де у другій половині ХІХ — початку ХХ ст. сформувалися міські квартали прямокутної форми згідно з генпланами та ще один колишній периферійний торговельний майдан — Базарний (пізніше Путятинський). З південного заходу до центру прилучається історична місцевість Російська Слобідка.

## Топонімічні об'єкти центральної частини міста[3]

#### Майдани
- Майдан Корольова — головний адміністративний центр міста[4]
- Соборний майдан — виконує функцію класичного транспортного центру, утвореного на з'єднанні радіальних магістралей Житомира[5]
- Майдан Житній Ринок
- Замковий майдан
- Майдан Короленка
- Майдан Перемоги.

#### Вулиці, бульвари
- Басейна вулиця
- Вулиця Бориса Лятошинського
- Вулиця Бориса Тена (до кварталу між вулицями Князів Острозьких та Івана Мазепи[6])
- Велика Бердичівська вулиця (до вулиці Шевченка[7])
- Вулиця Віктора Косенка
- Володимирська вулиця
- Гоголівська вулиця (до кварталу між вулицями Князів Острозьких та Івана Мазепи[8])
- Вулиця Дмитра Донцова
- Вулиця Житній Базар
- Замкова вулиця
- Вулиця Івана Кочерги
- Вулиця Івана Франка
- Кафедральна вулиця
- Київська вулиця (до вулиці Івана Мазепи[9][10])
- Вулиця Князів Острозьких (від кварталів між вулицями Бориса Тена й Шевченка[11]) до кварталу між вулицями Михайла Грушевського й Монтана[12]).
- Вулиця Короленка (початок вулиці)
- Костельна вулиця
- Вулиця Коцюбинського
- Купальна вулиця
- Вулиця Лесі Українки (між центральною частиною міста та районом сінного ринку[13][14])
- Вулиця Леха Качинського
- Львівська вулиця
- Любарська вулиця
- Мала Бердичівська вулиця
- Провулок Миколи Леонтовича
- Вулиця Миколи Лисенка
- Вулиця Михайла Грушевського (до кварталу між вулицею Князів Острозьких, вулицею Івана Мазепи[15])
- Михайлівська вулиця
- Вулиця Небесної Сотні (до вулиці Лесі Українки[16][17])
- Новий бульвар
- Вулиця Ольжича
- Вулиця Охрімова Гора
- Вулиця Перемоги (до вулиці Лесі Українки[18])
- Подільська вулиця
- Покровська вулиця (до вулиці Лесі Українки[19][20]))
- Просяновський узвіз
- Вулиця Професора Кравченка
- Вулиця Рильського
- Вулиця Святослава Ріхтера (до вулиці Шевченка[21])
- Синельниківська вулиця
- Старий бульвар
- Старовільська вулиця
- Стародавня вулиця
- Театральна вулиця
- Трипільська вулиця
- Троянівська вулиця (початок вулиці)
- Університетська вулиця
- Вулиця Фещенка-Чопівського
- Хлібна вулиця (до вулиці Лесі Українки[22][20])
- Вулиця Степана Бандери
- Вулиця Червоного Хреста
- Вулиця Чорновола
- Вулиця Шевченка (частково)
- Вулиця Шолом-Алейхема
- Шляхетна вулиця
- Вулиця Юрка Тютюнника (до вулиці Лесі Українки[16][17]).

#### Провулки
- Береговий провулок
- Веселий провулок
- 1-й Вільський провулок
- 1-й, 2-й Житні провулки
- Каретний провулок
- Львівський провулок
- Набережний провулок
- Парковий провулок
- Провулок Перемоги
- Пивоварний провулок
- Прорізний провулок
- Прохідний провулок
- Проїзд Скорульського
- Провулок Сотника Савінського
- Студентський провулок
- Тютюновий провулок
- 1-й Хлібний провулок
- Чистий провулок
- 2-й, 3-й, 4-й Чуднівський провулки
- Шодуарівський провулок.

## Історичні відомості
У 1920-х роках відомий Перший (Центральний) район — територія в межах вулиць Гімназичної (нині Івана Франка), Базарної (Святослава Ріхтера), Хлібної, Іларіонівської (Михайла Грушевського), Маловільської (Ольжича), Воздвиженської (нині зберіглася частина — вулиця Шолом-Алейхема), Чуднівської (нині Леха Качинського), Петровської (нині Професора Кравченка), Миколаївської (нині Фещенка-Чопівського).